# Steve Schets
Steve Schets (Ninove, 20 d'abril de 1984) és un ciclista belga, que fou professional des del 2004 al 2013. Els seus majors èxits els aconseguí en el ciclisme en pista on es va proclamar Campió d'Europa sub-23 en Madison. També va guanyar una medalla de bronze als campionats del món de Madison.

## Palmarès en pista
- 2004
  -  Campió de Bèlgica en Puntuació
- 2005
  -  Campió de Bèlgica en Madison (amb Kenny De Ketele)
- 2006
  -  Campió d'Europa sub-23 en Madison (amb Kenny De Ketele)
  -  Campió de Bèlgica en Scratch
  -  Campió de Bèlgica en Persecució per equips (amb Tim Mertens, Kenny De Ketele i Ingmar De Poortere)

## Palmarès en ruta
- 2005
  - Vencedor d'una etapa al Tour de Berlín
  - Vencedor d'una etapa a la Volta a la Província d'Anvers
- 2006
  - Vencedor d'una etapa al Tour de Berlín
- 2011
  - 1r a l'Handzame Classic